# Ladern-sur-Lauquet
Pour les articles homonymes, voir Lauquet (homonymie).
Ladern-sur-Lauquet  (Ladèrn de Lauquet en occitan) est une commune française, située dans le Centre du département de l'Aude en région Occitanie.
Sur le plan historique et culturel, la commune fait partie du massif des Corbières, un chaos calcaire formant la transition entre le Massif central et les Pyrénées. Exposée à un climat méditerranéen, elle est drainée par le Lauquet, le Lauquette, l'Alberte et par divers autres petits cours d'eau. La commune possède un patrimoine naturel remarquable : un site Natura 2000 (les « Corbières occidentales ») et deux zones naturelles d'intérêt écologique, faunistique et floristique.
Ladern-sur-Lauquet est une commune rurale qui compte 257 habitants en 2022, après avoir connu un pic de population de 558 habitants en 1821. Elle fait partie de l'aire d'attraction de Carcassonne. Ses habitants sont appelés les Ladernois et ses habitantes les Ladernoises.
Le patrimoine architectural de la commune comprend un immeuble protégé au titre des monuments historiques : l'abbaye Sainte-Marie de Rieunette, inscrite en 1925 puis classée en 1950.

## Géographie
La commune est située sur la Méridienne verte dans les Corbières sur le Lauquet.
D'après des calculs de l'IGN publiés en 2016, le centre géographique du département de l'Aude est situé dans la commune.

### Communes limitrophes
| Leuc          | Villefloure        | Mas-des-Cours |
| Verzeille     | Ladern-sur-Lauquet | Fajac-en-Val  |
| Saint-Hilaire | Greffeil           | Villar-en-Val |

### Hydrographie
La commune est dans la région hydrographique « Côtiers méditerranéens », au sein du bassin hydrographique Rhône-Méditerranée-Corse. Elle est drainée par le Lauquet, la Lauquette, l'Alberte, le ruisseau de la Gouteille, le ruisseau de l'Eichalot et le ruisseau de Ménard, qui constituent un réseau hydrographique de 23 km de longueur totale,.
Le Lauquet, d'une longueur totale de 36,3 km, prend sa source dans la commune de Bouisse et s'écoule vers le nord. Il traverse la commune et se jette dans l'Aude à Couffoulens, après avoir traversé 10 communes.
La Lauquette, d'une longueur totale de 17,9 km, prend sa source dans la commune de Fajac-en-Val et s'écoule du sud-ouest vers le nord-est puis vers l'ouest. Elle traverse la commune et se jette dans le Lauquet sur le territoire communal, après avoir traversé 4 communes.

### Climat
Pour des articles plus généraux, voir Climat de l'Occitanie et Climat de l'Aude.
En 2010, le climat de la commune est de type climat méditerranéen altéré, selon une étude s'appuyant sur une série de données couvrant la période 1971-2000. En 2020, Météo-France publie une typologie des climats de la France métropolitaine dans laquelle la commune est exposée à un climat océanique altéré et est dans la région climatique Aquitaine, Gascogne, caractérisée par une pluviométrie abondante au printemps, modérée en automne, un faible ensoleillement au printemps, un été chaud (19,5 °C), des vents faibles, des brouillards fréquents en automne et en hiver et des orages fréquents en été (15 à 20 jours).
Pour la période 1971-2000, la température annuelle moyenne est de 13,6 °C, avec une amplitude thermique annuelle de 15,7 °C. Le cumul annuel moyen de précipitations est de 774 mm, avec 9,3 jours de précipitations en janvier et 4,6 jours en juillet. Pour la période 1991-2020, la température moyenne annuelle observée sur la station météorologique la plus proche, située sur la commune d'Arquettes-en-Val à 12 km à vol d'oiseau, est de 14,3 °C et le cumul annuel moyen de précipitations est de 820,2 mm,. Pour l'avenir, les paramètres climatiques de la commune estimés pour 2050 selon différents scénarios d'émission de gaz à effet de serre sont consultables sur un site dédié publié par Météo-France en novembre 2022.

### Milieux naturels et biodiversité

#### Réseau Natura 2000

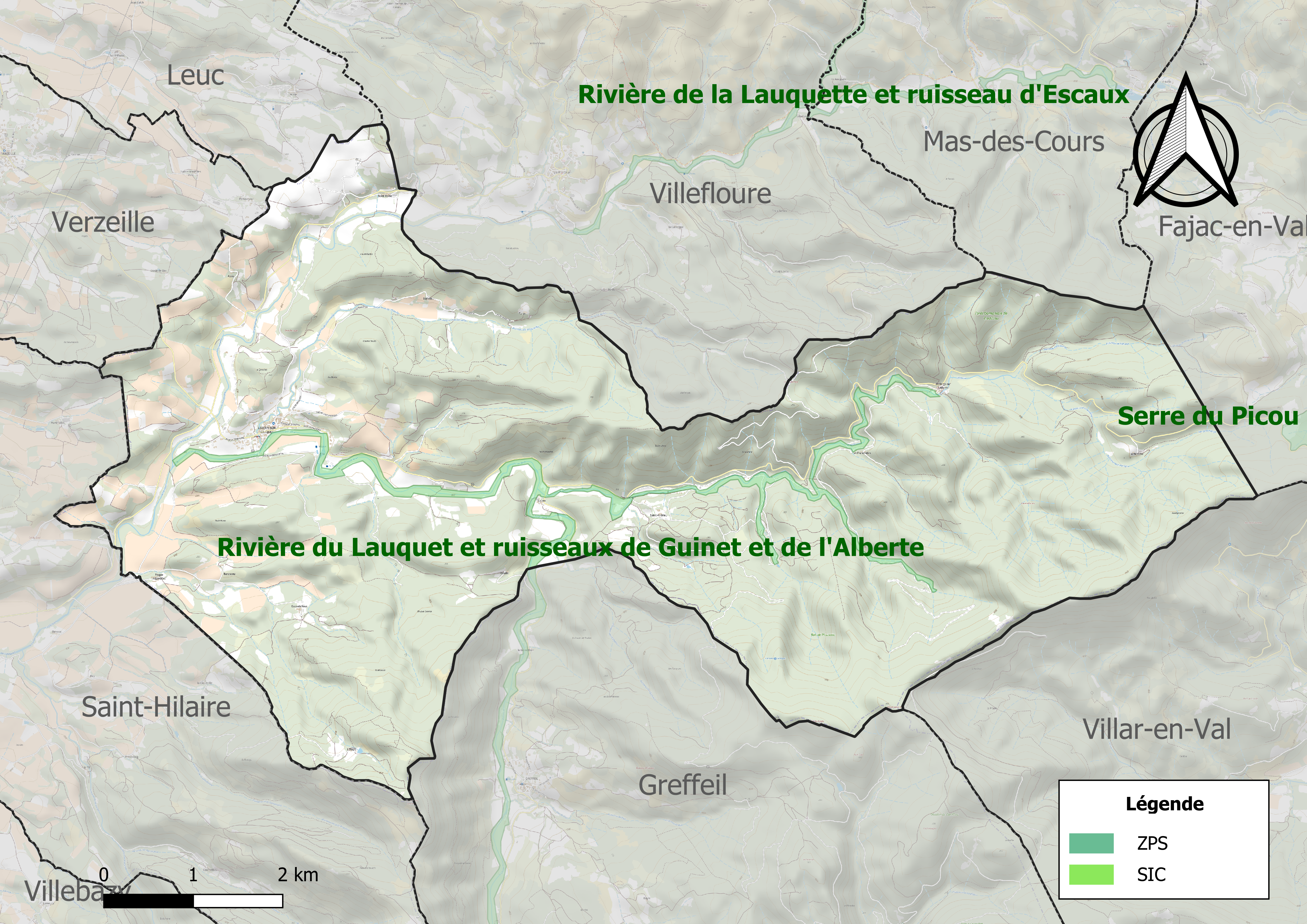
Sites Natura 2000 sur le territoire communal.

Le réseau Natura 2000 est un réseau écologique européen de sites naturels d'intérêt écologique élaboré à partir des directives habitats et oiseaux, constitué de zones spéciales de conservation (ZSC) et de zones de protection spéciale (ZPS). Un site Natura 2000 a été défini sur la commune au titre  de la directive oiseaux : les « Corbières occidentales », d'une superficie de 22 912 ha, présentant des milieux propices à la nidification des espèces rupicoles : des couples d'Aigles royaux occupent partagent l'espace avec des espèces aussi significatives que le Faucon pèlerin, le Grand-duc d'Europe ou le Circaète Jean-le-Blanc.

#### Zones naturelles d'intérêt écologique, faunistique et floristique
L’inventaire des zones naturelles d'intérêt écologique, faunistique et floristique (ZNIEFF) a pour objectif de réaliser une couverture des zones les plus intéressantes sur le plan écologique, essentiellement dans la perspective d’améliorer la connaissance du patrimoine naturel national et de fournir aux différents décideurs un outil d’aide à la prise en compte de l’environnement dans l’aménagement du territoire. Une ZNIEFF de type 1 est recensée sur la commune : la « rivière du Lauquet et ruisseaux de Guinet et de l'Alberte » (115 ha), couvrant 6 communes du département et une ZNIEFF de type 2, : les « Corbières occidentales » (59 005 ha), couvrant 66 communes du département.

Carte des ZNIEFF de type 1 et 2 à Ladern-sur-Lauquet.
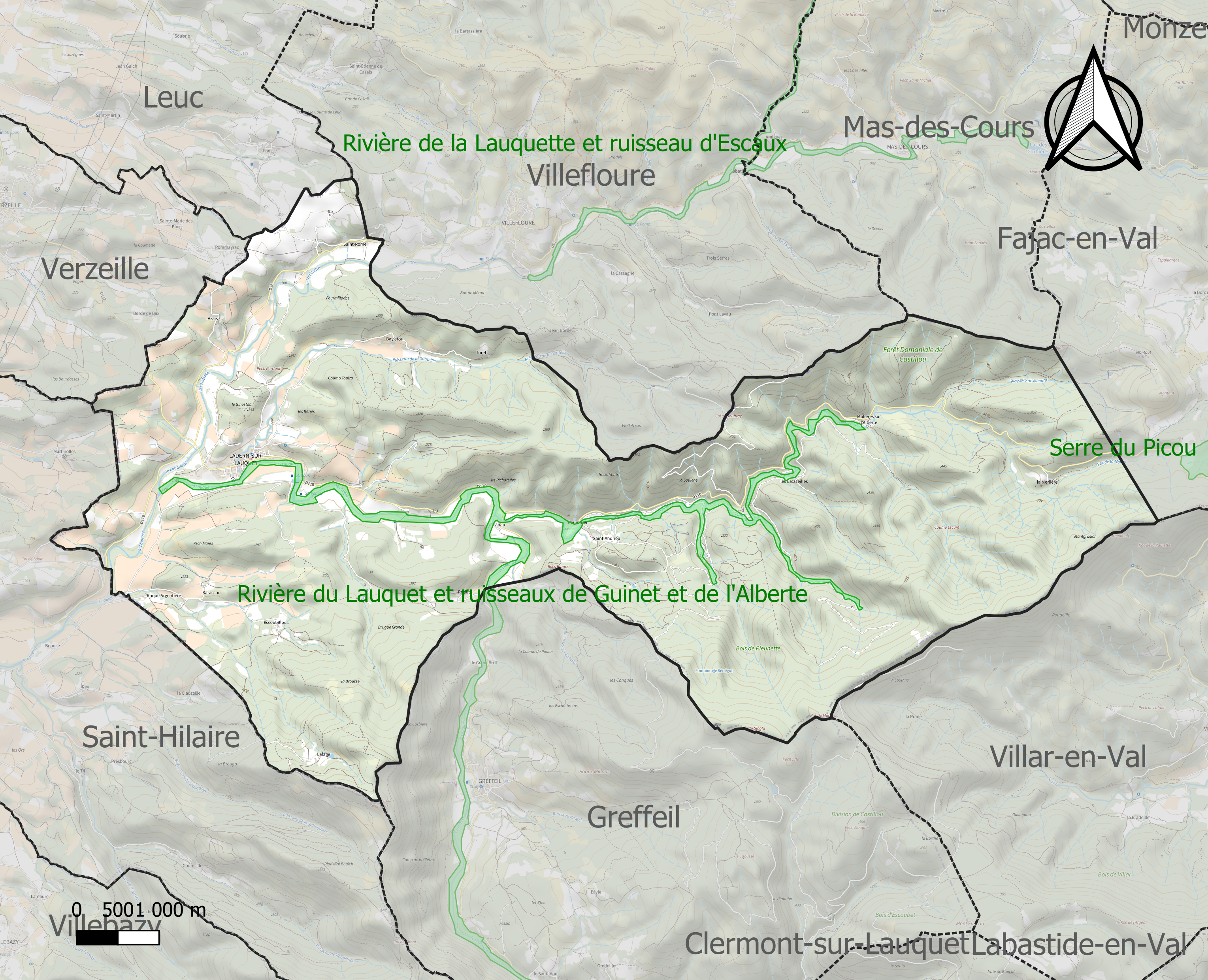
Carte de la ZNIEFF de type 1 sur la commune.
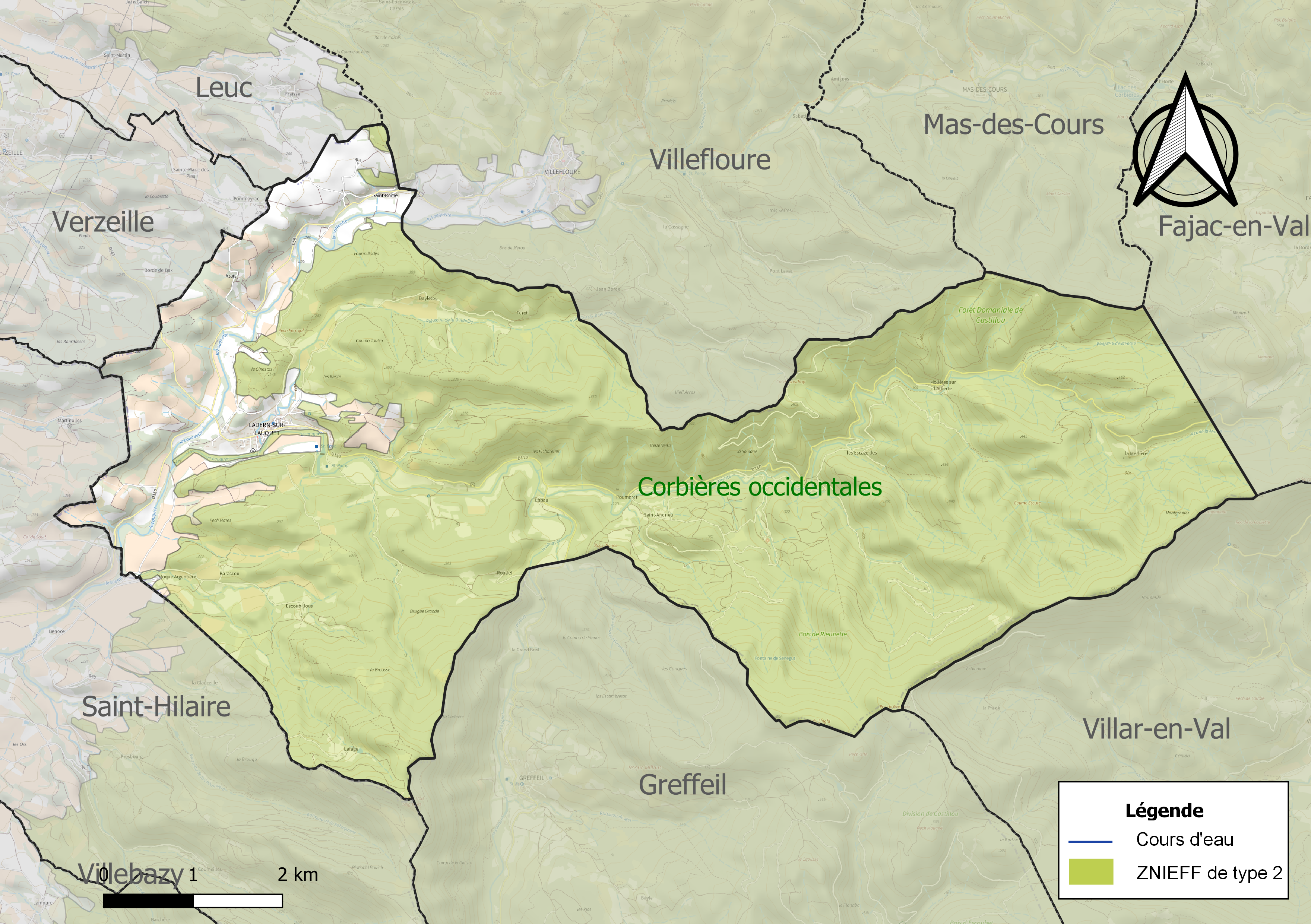
Carte de la ZNIEFF de type 2 sur la commune.

## Urbanisme

### Typologie
Au 1er janvier 2024, Ladern-sur-Lauquet est catégorisée commune rurale à habitat dispersé, selon la nouvelle grille communale de densité à 7 niveaux définie par l'Insee en 2022.
Elle est située hors unité urbaine. Par ailleurs la commune fait partie de l'aire d'attraction de Carcassonne, dont elle est une commune de la couronne,. Cette aire, qui regroupe 115 communes, est catégorisée dans les aires de 50 000 à moins de 200 000 habitants,.

### Occupation des sols
L'occupation des sols de la commune, telle qu'elle ressort de la base de données européenne d’occupation biophysique des sols Corine Land Cover (CLC), est marquée par l'importance des forêts et milieux semi-naturels (75,1 % en 2018), en augmentation par rapport à 1990 (73,7 %). La répartition détaillée en 2018 est la suivante : forêts (69,8 %), cultures permanentes (14 %), zones agricoles hétérogènes (8,6 %), milieux à végétation arbustive et/ou herbacée (5,3 %), prairies (1,7 %), terres arables (0,5 %). L'évolution de l’occupation des sols de la commune et de ses infrastructures peut être observée sur les différentes représentations cartographiques du territoire : la carte de Cassini (XVIIIe siècle), la carte d'état-major (1820-1866) et les cartes ou photos aériennes de l'IGN pour la période actuelle (1950 à aujourd'hui).

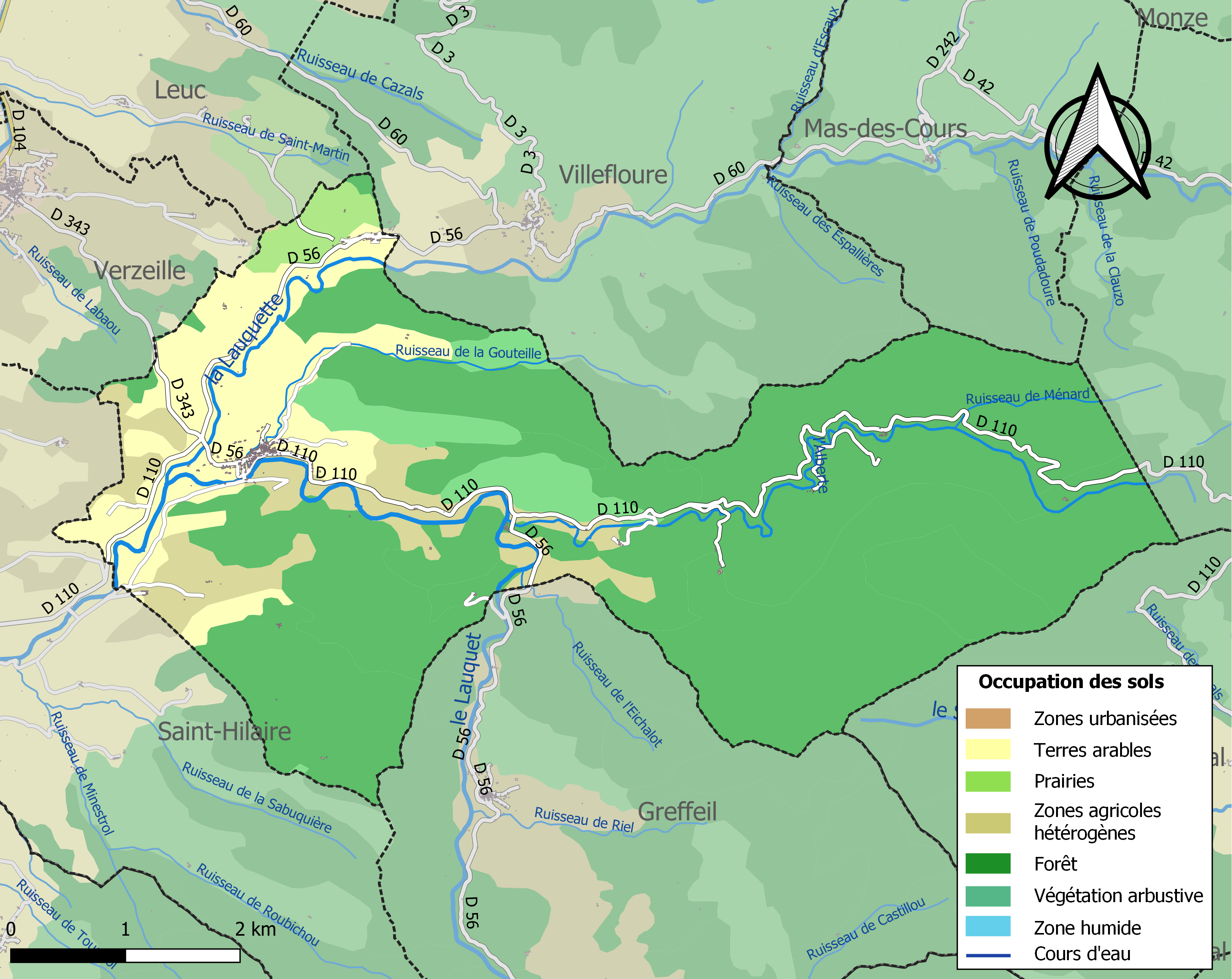
Carte des infrastructures et de l'occupation des sols de la commune en 2018 (CLC).

### Risques majeurs
Le territoire de la commune de Ladern-sur-Lauquet est vulnérable à différents aléas naturels : météorologiques (tempête, orage, neige, grand froid, canicule ou sécheresse), inondations, feux de forêts et séisme (sismicité faible). Un site publié par le BRGM permet d'évaluer simplement et rapidement les risques d'un bien localisé soit par son adresse soit par le numéro de sa parcelle.
Certaines parties du territoire communal sont susceptibles d’être affectées par le risque d’inondation par débordement de cours d'eau, notamment la Lauquette et le Lauquet. La commune a été reconnue en état de catastrophe naturelle au titre des dommages causés par les inondations et coulées de boue survenues en 1982, 1992, 1996, 1999, 2009, 2014, 2018 et 2020,.

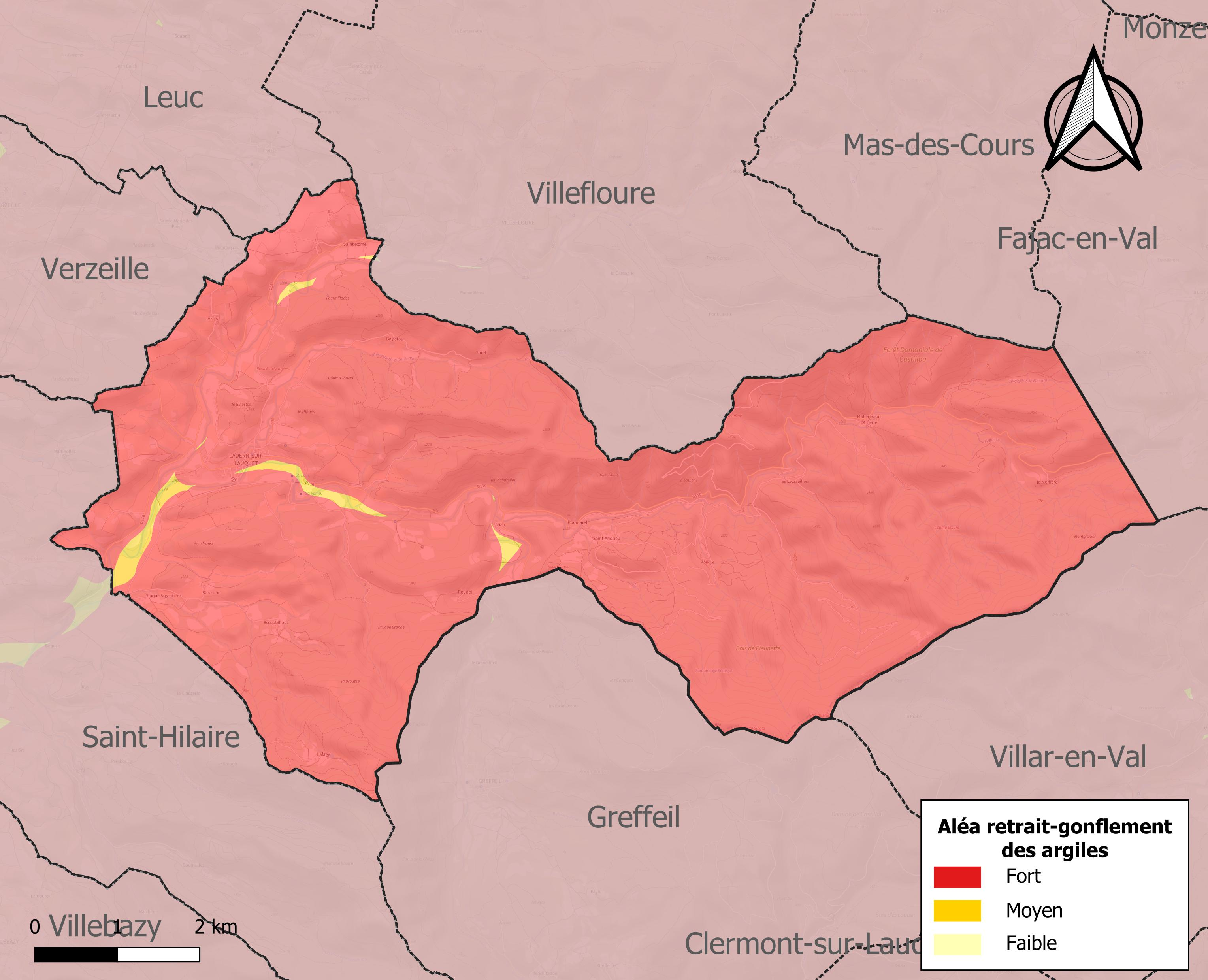
Carte des zones d'aléa retrait-gonflement des sols argileux de Ladern-sur-Lauquet.

Le retrait-gonflement des sols argileux est susceptible d'engendrer des dommages importants aux bâtiments en cas d’alternance de périodes de sécheresse et de pluie. La totalité de la commune est en aléa moyen ou fort (75,2 % au niveau départemental et 48,5 % au niveau national). Sur les 185 bâtiments dénombrés sur la commune en 2019, 185 sont en aléa moyen ou fort, soit 100 %, à comparer aux 94 % au niveau départemental et 54 % au niveau national. Une cartographie de l'exposition du territoire national au retrait gonflement des sols argileux est disponible sur le site du BRGM,.

## Toponymie
L'origine la plus communément admise du nom est aladèrn qui, en occitan, désigne le nerprun alaterne, du latin alaternus. Il a été modifié en Ladern, puis Ladern-sur-Lauquet.

## Histoire
En 1150, une partie du territoire de Ladern appartenait à Roger 1er de Carcassonne, vicomte de Carcassonne, l'autre partie dépendant du monastère des filles de Rieunette. Ladern alors un lieu fortifié qu'on appelait Castrum Aladernum.
À la suite de la croisade des Albigeois les terres, les seigneuries, les grands revenus furent partagés entre les capitaines et les soldats. Ladern échut à Raymond de Saverdun, et resta aux parents de ce dernier pendant près d'un siècle.
Les familles Petri de Fanjeaux, en 1295, de la Jugie, en 1397, de Voisin en 1663, acquirent successivement en partie la seigneurie de Ladern, dont l'autre partie était toujours entre les mains des religieuses de Rieunette.
En 1629, Gabrielle de la Tour de Bonaffos était dame de Ladern.
En 1652, Alexandra Paul de Siran, acheta la coseigneurie de Ladern, qui, en 1662, passa à son frère Antoine de Guérin. Les de Siran, après avoir été pendant plusieurs siècles les seigneurs de Cavanac, de Leuc et autres lieux, quittèrent la contrée en 1769 pour aller se fixer dans le Nord.
En 1771, la terre de Ladern passa entre les mains des de Soubiran, dont l'aîné fut l'ami et le protecteur de Pierre Hyacinthe-Azaïs.
En 1789, Joseph Ayrolles et Antoine de Foucaud deviennent coseigneurs de Ladern.

### Seconde guerre mondiale
Le 17 juillet 1944 vers 7 heures 30, un groupe d’allemands armés de mitraillettes et de fusils se composant d’une quinzaine d’hommes, se présente au domicile de M. Maynard, maire de Ladern-sur-Lauquet. Il interpelle le premier magistrat afin de savoir s’il n’a pas un fils de 20 ans. Sur sa réponse affirmative, deux des soldats, parlant correctement le français, ont dévisagent son fils en disant : « C’est bien lui ». Encadrant ce dernier, ils l’invitent à les suivre. Parmi ces militaires allemands se trouve un milicien notoire, agent de la Gestapo de Carcassonne. Le jeune Maynard est alors conduit à proximité de la cave de la localité et ensuite au terrain de sport où un interrogatoire serré a lieu. Il est demandé à ce dernier, s’il ne sait pas où se trouve le maquis, l’effectif et l’armement dont il est doté. Voyant que le jeune homme ne veut pas causer, il est placé face au mur et un simulacre d'exécution tente de l'impressionner. Il est également frappé à coups de poing, puis embarqué vers Carcassonne. Durant cette opération, le boulanger Pierre Rocalve se constitue prisonnier pour sauver le village. Il est accusé de ravitailler le maquis de Villebazy. Amené et interrogé à la maison d'arrêt de Carcassonne, il est assassiné dans sa cellule le 19 juillet 1944.

## Politique et administration

### Liste des maires
| Période                                  | Période  | Identité        | Étiquette | Qualité |
| ---------------------------------------- | -------- | --------------- | --------- | ------- |
| Les données manquantes sont à compléter. |          |                 |           |         |
| mars 2014                                | En cours | Raymond Cabanne |           |         |

## Démographie
| 1793 | 1800 | 1806 | 1821 | 1831 | 1836 | 1841 | 1846 | 1851 |
| ---- | ---- | ---- | ---- | ---- | ---- | ---- | ---- | ---- |
| 428  | 476  | 490  | 558  | 511  | 521  | 523  | 507  | 474  |

| 1856 | 1861 | 1866 | 1872 | 1876 | 1881 | 1886 | 1891 | 1896 |
| ---- | ---- | ---- | ---- | ---- | ---- | ---- | ---- | ---- |
| 478  | 452  | 405  | 379  | 440  | 446  | 413  | 427  | 419  |

| 1901 | 1906 | 1911 | 1921 | 1926 | 1931 | 1936 | 1946 | 1954 |
| ---- | ---- | ---- | ---- | ---- | ---- | ---- | ---- | ---- |
| 379  | 443  | 401  | 377  | 327  | 348  | 357  | 302  | 268  |

| 1962 | 1968 | 1975 | 1982 | 1990 | 1999 | 2006 | 2007 | 2012 |
| ---- | ---- | ---- | ---- | ---- | ---- | ---- | ---- | ---- |
| 235  | 201  | 191  | 184  | 199  | 228  | 250  | 253  | 255  |

| 2017 | 2022 | - | - | - | - | - | - | - |
| ---- | ---- | - | - | - | - | - | - | - |
| 266  | 257  | - | - | - | - | - | - | - |

## Économie

### Revenus
En 2018  (données INSEE publiées en septembre 2021), la commune compte 110 ménages fiscaux, regroupant 262 personnes. La médiane du revenu disponible par unité de consommation est de 20 580 € (19 240 € dans le département).

### Emploi
| Division       | 2008   | 2013   | 2018   |
| -------------- | ------ | ------ | ------ |
| Commune        | 4,2 %  | 4 %    | 8,4 %  |
| Département    | 10,2 % | 12,8 % | 12,6 % |
| France entière | 8,3 %  | 10 %   | 10 %   |

En 2018, la population âgée de 15 à 64 ans s'élève à 168 personnes, parmi lesquelles on compte 70,1 % d'actifs (61,7 % ayant un emploi et 8,4 % de chômeurs) et 29,9 % d'inactifs,. Depuis 2008, le taux de chômage communal (au sens du recensement) des 15-64 ans est inférieur à celui de la France et du département.
La commune fait partie de la couronne de l'aire d'attraction de Carcassonne, du fait qu'au moins 15 % des actifs travaillent dans le pôle,. Elle compte 54 emplois en 2018, contre 47 en 2013 et 49 en 2008. Le nombre d'actifs ayant un emploi résidant dans la commune est de 108, soit un indicateur de concentration d'emploi de 50,3 % et un taux d'activité parmi les 15 ans ou plus de 54,7 %.
Sur ces 108 actifs de 15 ans ou plus ayant un emploi, 37 travaillent dans la commune, soit 35 % des habitants. Pour se rendre au travail, 78,5 % des habitants utilisent un véhicule personnel ou de fonction à quatre roues, 5,6 % s'y rendent en deux-roues, à vélo ou à pied et 15,9 % n'ont pas besoin de transport (travail au domicile).

### Activités hors agriculture
Dix-sept établissements sont implantés  à Ladern-sur-Lauquet au 31 décembre 2019. Le secteur de l'administration publique, l'enseignement, la santé humaine et l'action sociale est prépondérant sur la commune puisqu'il représente 29,4 % du nombre total d'établissements de la commune (5 sur les 17 entreprises implantées à Ladern-sur-Lauquet), contre 13,2 % au niveau départemental.

### Agriculture
La commune fait partie de la petite région agricole dénommée « Région viticole ». En 2020, l'orientation technico-économique de l'agriculture  sur la commune est la viticulture.
|               | 1988 | 2000 | 2010 | 2020 |
| ------------- | ---- | ---- | ---- | ---- |
| Exploitations | 28   | 19   | 21   | 17   |
| SAU (ha)      | 317  | 299  | 467  | 535  |

Le nombre d'exploitations agricoles en activité et ayant leur siège dans la commune est passé de 28 lors du recensement agricole de 1988  à 19 en 2000 puis à 21 en 2010 et enfin à 17 en 2020, soit une baisse de 39 % en 32 ans. Le même mouvement est observé à l'échelle du département qui a perdu pendant cette période 60 % de ses exploitations,. La surface agricole utilisée sur la commune a quant à elle augmenté, passant de 317 ha en 1988 à 535 ha en 2020. Parallèlement la surface agricole utilisée moyenne par exploitation a augmenté, passant de 11 à 31 ha.

## Culture locale et patrimoine

### Lieux et monuments
- Abbaye Sainte-Marie de Rieunette. Le vallon des Rieunettes et l'abbaye sont inscrits au titre des sites naturels depuis 1945[38].
- Hameau de Molières sur l'Alberte.
- L'église Saint-Genès de Ladern-sur-Lauquet, et son lutrin de style Louis XV.
- Église de l'abbaye cistercienne Sainte-Marie de Rieunette.
- Le château.

### Personnalités liées à la commune
- Norbert Serres (1954-2021), restaurateur, animateur d'établissements de nuit, comédien, amis de nombreuses stars nationales. Natif du village, il repose au cimetière communal[39],[40],[41]
- Hyacinthe Azais (1741-1795) compositeur, père du philosophe Pierre Hyacinthe Azais, est né dans la commune.

### Héraldique
| Blason de Ladern-sur-Lauquet | Blason  | D'or à un rustre de sable.                       |
| Blason de Ladern-sur-Lauquet | Détails | Le statut officiel du blason reste à déterminer. |